# لوجدة بن مسعد
لوجدة بن مسعد (من مواليد 1 يناير 1982) هي لاعبة رياضية جزائرية بارالمبية، شاركت بشكل رئيسي في أحداث رمي الرمح ضمن فئة F34.
شاركت في دورة الألعاب البارالمبية الصيفية 2008 التي اقيمت في بكين، الصين. هناك أحرزت الميدالية الفضية في مسابقة رمي الرمح للسيدات ضمن فئات F33-34/52-53. كما شاركت في منافسات رمي القرص ودفع الجلة، ولكن فشلت في احراز اي من الميداليات ضمن الحدث.
ايضاً شاركت في دور الالعاب البرالمبية التي اقيمت في باريس 2024، واحرزت المركز الثالث ضمن فئة F33/F34 للسيدات.

## روابط خارجية
- موقع برالمبية
- موقع البرالمبية